# Franciszek Kanty Łuczyński
Franciszek Kanty Łuczyński herbu Samson – astronom i matematyk, polski szlachcic, mieszkał w pierwszej połowie XVIII wieku w Krakowie. Napisał Questio astronomica de eclipsibus solis et lunae (1748). W latach 1742–1748 wydawał Kalendarze krakowskie. W kalendarzu z 1746 podał istotne historycznie informacje o trybunałach koronnych i skarbowych na Litwie.